# Донкина гора
Защитена местност „Донкина гора“ се намира в околностите на гр. Копривщица, в рамките на Природен резерват „Богдан“. На 5 април 1979 г. придобива този статут.
В землището на града гората има 12,6 ha площ (горски фонд). В защитената територия са включени вековна букова гора, иглолистен горски фонд и поляна. Срещани растителни видове са трепетлика, бял бор, цер, смърч и ива.
Една от причините за обявения статут на гората е наличието на двойка от редкия и световно застрашен от изчезване вид царски орел (Aquila heliacal) и запазване на местообитанието им.
Гората се намира в района на местността „Крецул“ на левия бряг на Крива река в близост с туристическата пътека водеща до хижа „Богдан“. Понастоящем е инициирана дарителска програма за възстановяване на хижата.
Теренът на гората е от средно-песъчливи горски почви върху скала от гранито-гнайс, между 1150 и 1250 м. надморска височина.